# (23700) 1997 OZ
1997 أو زد (ويعرف أيضًا باسم (23700) 1997 أو زد وفق تسمية الكوكب الصغير) (بالإنجليزية: 1997 OZ)‏ هو كويكب ضمن حزام الكويكبات؛ وترتيبه 23700 من حيث الاكتشاف.
اكتُشف هذا الجُرم الفلكي بواسطة أنخيل لوبيز خيمينيز في 25 يوليو 1997.

## وصلات خارجية
- (23700) 1997 OZ في قاعدة بيانات مختبر الدفع النفاث لأجرام النظام الشمسي الصغيرة

- الاكتشاف · مخطط المدار ·  العناصر المدارية · المعلمات المادية

- (23700) 1997 OZ على موقع ويكي سكاي: DSS2, SDSS, GALEX, IRAS, Hydrogen α, X-Ray, Astrophoto, Sky Map, Articles and images